# Booth School of Business
L'Escola de Negocis Booth (University of Chicago Booth School of Business) és l'escola de negocis de la Universitat de Chicago, localitzada a Chicago, Illinois. Antigament coneguda com a University of Chicago Graduate School of Business, Chicago Booth és considerada una de les escoles més prestigioses del món, on ensenyen nombrosos premis Nobel dels 85 de la Universitat de Chicago. Ha produït caps d'estat, directrius de les empreses més grans del món, guanyadors de premis Nobel i eminències al món de les finances, economia, empresa i política.
És la segona escola de negocis més antiga dels Estats Units i la primera a oferir un Executive MBA program, i que va crear un programa de doctorat en negocis. L'escola va ser reanomenada el 2008 després de rebre una donació de 300 milions de dòlars de l'antic alumne David G. Booth. L'escola rep el tercer nombre major de donacions econòmiques del món, únicament superada per les escoles de Harvard i Stanford.
Segons l'última classificació de les millors escoles de negocis del món realitzat per les revistes Business Week i The Economist, Booth School of Business és la millor del món, per davant de les competidores Harvard, Stanford i Wharton.
L'escola està localitzada al barri de Hyde Park de Chicago, al campus de la universitat. Té també campus a Londres i Singapur, a més d'un al centre de Chicago, ubicat al carrer Magnificent Mile. A més de realitzar programes de postgrau de negocis, l'escola duu a terme recerques en els camps de les finances, economia, màrqueting i comptabilitat, entre molts altres.
| Nom                 | Període        |
| ------------------- | -------------- |
| Henry Rand Hatfield | 1902 - 1904    |
| Leon C. Marshall    | 1909 - 1924    |
| William H. Spencer  | – 1945         |
| Garfield V. Coix    | 1945 – 1952    |
| John I. Jeuck       | 1952 – 1955    |
| W. Allen Wallis     | 1956 – 1962    |
| George P. Shultz    | 1962 – 1969    |
| Sidney Davidson     | 1969 – 1974    |
| Richard N. Rosett   | 1974 – 1982    |
| John P. Gould       | 1983 – 1993    |
| Robert Hamada       | 1993 – 2001    |
| Edward Snyder       | 2001 – 2010    |
| Sunil Kumar         | 2010 – present |

## Antics alumnes
La comunitat d'antics alumnes compta amb 39.000 persones (amb més de 5.000 Directors executius de grans empreses multinacionals), i amb més de seixanta clubs d'Alumni a tot el món. Alguns antics alumnes destacats a continuació.

### Ensenyament
- George J. Stigler, Premi Nobel d'Economia.
- Merton H. Miller, Premi Nobel d'Economia.
- Ronald H. Coase, Premi Nobel d'Economia.
- Gary S. Becker, Premi Nobel d'Economia.
- Robert W. Fogel, Premi Nobel d'Economia.
- Myron Scholes, Premi Nobel d'Economia.
- Eugene Fama, Premi Nobel d'Economia.

### Serveis financers
- Brady Dougan, Director executiu de Credit Suisse Group.
- Martin Blessing, Director executiu de Commerzbank.
- Kenneth Jacobs, Director executiu de Lazard.
- Philip J. Purcell, antic Director executiu de Morgan Stanley, i actual president de Continental Investors.
- Jon Winkelried, antic President i Director executiu de Goldman Sachs.
- Frederik "Frits" Seegers, Director executiu de Global Retail and Commercial Banking en Barclays.
- Robert K. Steel|Robert Steel, Director executiu de Wachovia; antic vicepresident de Goldman Sachs.
- Joel Stern, Director executiu de Stern Stewart & Co.
- Eric Sturtz, Director financer de Commerzbank.
- Nabil Ariss, Vice President de J.P. Morgan.
- Sekhar Bahadur, Vice President de Deutsche Bank.
- Roger Altman, Chairman, Co Director executiu, Co-fundador de Evercore Partners; antic Vice President de The Blackstone Group.
- Andrew M. Alper, Director executiu de EQA Partners; antic COO de Goldman Sachs
- Paul Idzik, Director d'operacions de Barclays.
- Rob Levin (Fannie Mae)|Rob Levin, Director financer de Fannie Mae.

### Consultoria
- James O. McKinsey, Fundador de McKinsey & Company.
- Fred G. Steingraber, antic Director executiu de A.T. Kearney.
- Christian Veith, Director executiu de The Boston Consulting Group (BCG) Alemanya.
- John Edward Yoshimura, Director d'operacions de A. T. Kearney.

### Capital de risc (Private Equity i Venture Capital)
- William I. Conway, Jr., Fundador i Director executiu de The Carlyle Group.
- Peter W. May, President de Trian Partners.
- Peter G. Peterson, Fundadador i Director executiu de The Blackstone Group; antic Director ejectuivo de Lehman Brothers.
- Myron Scholes, Premi Nobel, (model Black-Scholes); cofundador de Long-Term Capital Management.
- Clifford S. Asness, Founder of AQR Capital, firm with $24 billion under management; previously with Goldman Sachs as Director of Quantitative Research.
- David G. Booth, Co-fundador i Director executiu de Dimensional Fund Advisors.
- Tom Kalaris, Director ejectuivo de Barclays Wealth Management.
- Susan Wagner, Co-fundador i Director d'operacions de BlackRock.

### Màrqueting
- Javier Benito, Executive Vice President de Starwood Hotels & Resorts Worldwide.
- Kenneth Feldman, Vice President de United Airlines.
- James M. Kilts, Vice President de Procter & Gamble and antic Director executiu de Gillette Company.
- Philip Kotler, Autor del llibre "Màrqueting Management: Analysis, Planning, Implementation and Control,".
- Ann Mukherjee, Vice President de Màrqueting de Pepsico.
- Julie Roehm (MBA 1995), antic Vice President de Màrqueting en Wal-Dt.
- David Slump, Director de màrqueting de General Electric Energy Division.

### Direcció general
- Steve Barnhart, Director executiu de Orbitz Worldwide.
- Bon-Joon Koo, Director executiu de LG Electronics, Inc.
- Carlton Charles, Vice President de Moody's Investor Services.
- Don Civgin, Director financer de Allstate.
- J. Patrick Doyle, Director executiu de Domino's Pizza.
- Scott Griffith, Director executiu de Zipcar.
- Timothy I. Hoeksema, Director executiu de Midwest Airlines.
- David W. Johnson, antic Director executiu de Campbell Soup Company.
- Dennis J. Keller, Chairman and Director executiu of DeVry University|DeVry Inc.
- Mark Loughridge, Director financer d'IBM.
- Kathy Mikells, Director financer de United Airlines.
- Thomas J. Pritzker, Director financer de Global Hyatt Corporation.
- Jay Rasulo, Chairman de Walt Disney Parks and Resorts.
- Tom Schoewe, Director financer de Wal-Dt.
- Richard Teerlink, antic Director executiu de Harley Davidson Motor Company.
- John S. Watson, Director executiu de Chevron Corporation.

### Administració
- Jon Corzine, Governador de Nova Jersey i antic Director executiu de Goldman Sachs.
- Andrew Alper, antic President de New York City Economic Development Corporation.
- Christina Liu, Ministra de Finances de Taiwan.
- Muna Nijem, Ministre d'Economia de Jordan.
- Emil Skodon, Ambaixador dels Estats Units a Brunei.

### Tecnologia
- Jennifer Ceran, vicepresident d'eBay.
- Harry Ghuman, Vice President Oracle Corporation.
- Judson Green, Director executiu de Navteq.
- Mark J. Hennessy, Chief Information Officer d'IBM.
- Achyut Jajoo, Director en Oracle Corporation.
- Swapan Jha, Director en Oracle Corporation.
- Jonathan J. Rosenberg, Vice President de Google Inc.
- Robert Whittington, Chief Information Officer de Wendy's.